# Viktoriya Diakova
Viktoriya Diakova (aussi dénommée Viktoriia Dyakova et Viktorya Dyakova, née le 29 septembre 1993 à Kiev en Ukraine) est une archère ukrainienne. Elle est médaillée d'or championne du monde de tir à l'arc en 2015 dans l'épreuve par équipe féminine de l'arc à poulie.

## Biographie
Viktoriya Diakova commence le tir à l'arc en 2007. Les premières compétitions internationales de Viktoriya Diakova ont lieu en 2007. Son premier podium mondial est en 2015, alors qu'elle remporte l'or à l'épreuve par équipe féminine de l'arc à poulie.

### Vie personnelle
Diakova est une amatrice d'animé.

## Palmarès
- Championnats du monde[1]
  -  Médaille d'or à l'épreuve par équipe femme aux championnats du monde 2015 à Copenhague (avec Mariya Shkolna et Olena Borysenko).

- Championnats d'Europe en salle
  -  Médaille de bronze à l'épreuve par équipe femmes junior aux championnats d'Europe en salle de 2013 à Rzeszów[2].